# Kraftwerk Alberschwende
Das Kraftwerk Alberschwende ist ein Speicherkraftwerk der illwerke vkw vom Typ Ausleitungskraftwerk und liegt am nordöstlichen Rand des Gemeindegebiets von Alberschwende im Bregenzerwald auf der orografisch linken Seite der Bregenzer Ache. Es ging 1992 in Betrieb; es besitzt eine installierte Leistung von 30 MW und erzeugt jährlich mehr als 96,4 GWh an elektrischer Energie.
Das Ausleitungskraftwerk nutzt zur Energieerzeugung die Gefällstrecke vom Ausgleichsbecken Ach beim Kraftwerk Andelsbuch, von wo ein Druckstollen das Wasser dem flussabwärts gelegenen Kraftwerk Alberschwende zuführt. Zwei Maschinensätze mit je einer Francis-Turbine und einem Generator erzeugen dort die elektrische Energie, die direkt zum nahegelegenen Umspannwerk Vorderwald geleitet wird. Die Hauptschaltleitung in Bregenz überwacht und steuert den Betrieb aus der Ferne.
Das Kraftwerk Alberschwende gibt sein Wasser gemeinsam mit dem nahegelegenen Kraftwerk Langenegg über den unterhalb parallel zur Bregenzer Ache angelegten Seitenspeicher Bozenau kontrolliert in die Bregenzer Ache zurück und vermeidet auf diese Weise Schwallbildungen.
Das zwischen Andelsbuch und Alberschwende gelegene E-Werk Egg, das die Gemeinde Egg 1907–1908 errichtet und 1974 an die Vorarlberger Kraftwerke verkauft hatte, wurde im Zuge der Fertigstellung des Kraftwerks Alberschwende stillgelegt, weil das abgearbeitete Wasser aus dem Kraftwerk Andelsbuch seither nicht mehr der Bregenzer Ache zugeführt wird, wenn das Kraftwerk Alberschwende in Betrieb ist.